# 69th Regiment Armory
El 69th Regiment Armory  es un edificio histórico ubicado en Nueva York, Nueva York. El 69th Regiment Armory se encuentra inscrito como un Hito Histórico Neoyorquino en la Comisión para la Preservación de Monumentos Históricos de Nueva York al igual que en el Registro Nacional de Lugares Históricos desde el 28 de enero de 1994. Richard Howland Hu fue el arquitecto del 69th Regiment Armory.

## Ubicación
El 69th Regiment Armory se encuentra dentro del condado de Nueva York.